# Igor Žofčák
Igor Žofčák (sinh 10 tháng 4 năm 1983) là một tiền vệ bóng đá Slovakia hiện tại thi đấu cho MFK Zemplín Michalovce.

## Danh hiệu

### MFK Ružomberok
- Slovak Super Liga (1): 2005–06
- Cúp bóng đá Slovakia (1): 2005–06

### Sparta Praha
- Gambrinus liga (1): 2009–10

### Slovan Bratislava
- Slovak Super Liga (3): 2010–11, 2012–13, 2013–14
- Cúp bóng đá Slovakia (2): 2010–11, 2012–13
- Siêu cúp bóng đá Slovakia (1): 2014

### Quốc tế
- Giải bóng đá U-19 vô địch châu Âu: Hạng ba (2002)